# 赫斯塔尔加尔
赫斯塔尔加尔，是西班牙巴伦西亚自治区巴伦西亚省的一个市镇。总面积70平方公里，总人口624人（2001年），人口密度9人/平方公里。